# 亞魯加 (卡緬涅茨-波多利斯基區)
48°35′56″N 26°44′34″E / 48.59889°N 26.74278°E
亞魯加（烏克蘭語：Яруга），是烏克蘭的村落，位於該國西部赫梅利尼茨基州，由卡緬涅茨-波多利斯基區負責管轄，面積0.85平方公里，2001年該村落人口189。